# Andrzej Rudolf Czaykowski

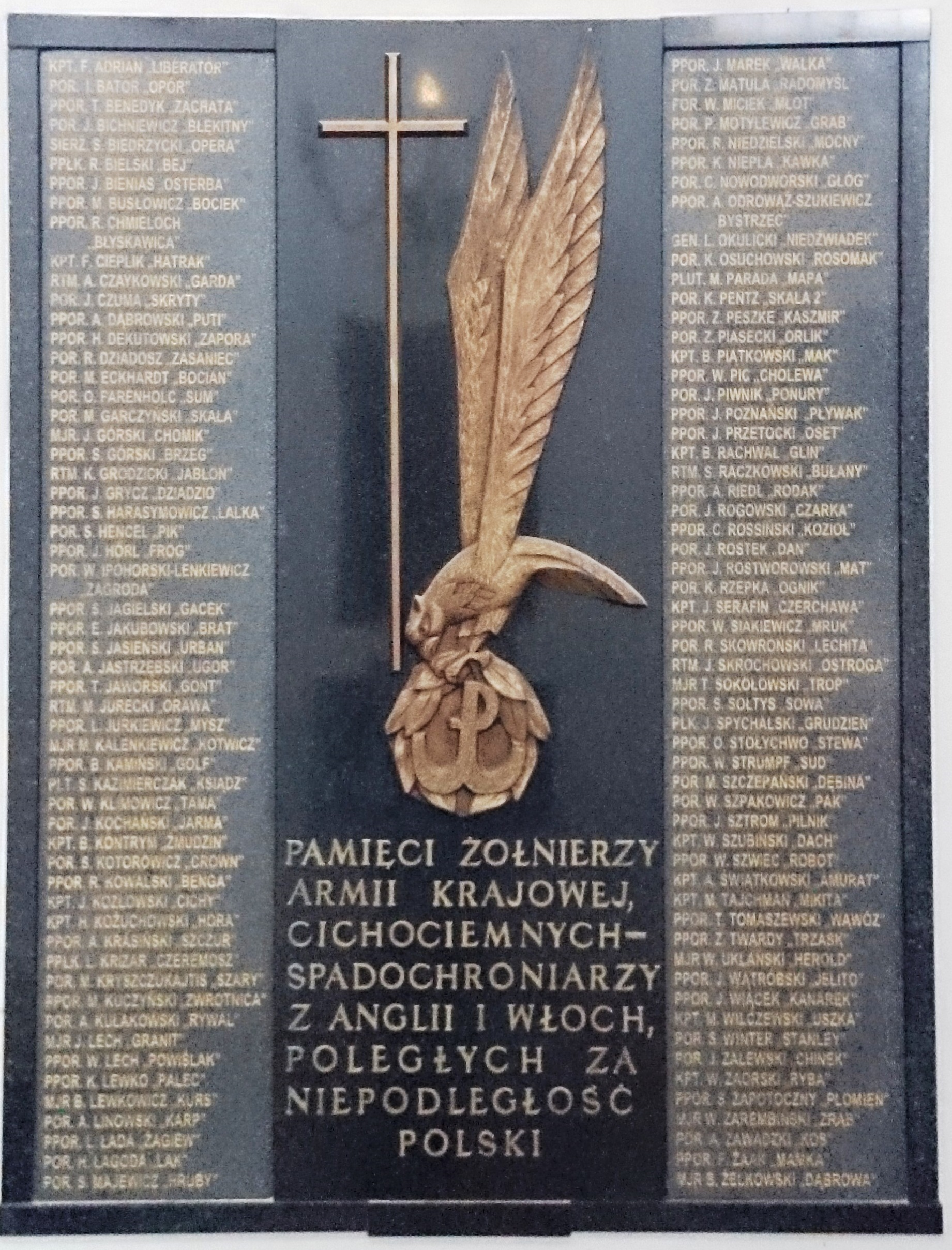
Tablica w kościele św. Jacka w Warszawie, upamiętniająca poległych cichociemnych, w tym Andrzeja Czaykowskiego

Andrzej Rudolf Czaykowski, ps. Garda vel Aleksander Wasilewski, vel Tomasz Sulikowski, vel Witold Andrzej Sienkiewicz h. Jastrzębiec (ur. 7 lutego 1912 w Urdominie w powiecie kalwaryjskim, zm. 10 października 1953 w Warszawie) – major Wojska Polskiego, Armii Polskiej, Polskich Sił Zbrojnych, oficer operacyjny Głównej Bazy Przerzutowej, Armii Krajowej, uczestnik kampanii wrześniowej, Powstania Warszawskiego, więzień NKWD, sowieckich łagrów, gestapo, niemieckich obozów koncentracyjnych, więzień UB, skazany na śmierć przez „władzę ludową”, cichociemny. Zwykły Znak Spadochronowy nr 0323, Bojowy Znak Spadochronowy nr 1457.

## Życiorys
Syn Witolda (muzykologa) i Haliny z Kryńskich (dyrektor „Wszechnicy Muzycznej”). W 1914 ojciec rodziny został zmobilizowany do armii rosyjskiej. W 1915 Andrzej wraz z matką Haliną wyjechał do Moskwy, tak urodziła się jego siostra Wanda. 
Od wiosny 1918, po przeprowadzce rodziny do Warszawy uczył się w Gimnazjum im. Władysława IV, potem Gimnazjum im. J. Lelewela, później w gimnazjum w Kutnie. Działał w ZHP, w gimnazjum w Kutnie założył drużynę harcerską. Od 1929 uczył się w 1 Korpusie Kadetów im. Marszałka Piłsudskiego we Lwowie, w 1932 zdał egzamin dojrzałości.
Od 15 czerwca 1932 słuchacz Szkoły Podchorążych Kawalerii w Grudziądzu. Wydawca pisma „Tętent”, autor wierszy. Po jej ukończeniu 15 sierpnia 1934 awansowany na stopień podporucznika, przydzielony jako dowódca plutonu 3 szwadronu 1 Pułku Ułanów Krechowieckich im. płk. B. Mościckiego w Augustowie. Na stopień porucznika awansowany ze starszeństwem od 19 marca 1938 i 62. lokatą w korpusie oficerów kawalerii. 
W kampanii wrześniowej 1939 jako dowódca plutonu łączności 1 Pułku Ułanów Krechowieckich. Po ciężkich walkach pod Olszewem wraz z plutonem przebił się do Wołkowyska, włączony w skład 2 szwadronu. Po napaści sowieckiej na Polskę 17 września walczył przeciwko Armii Czerwonej pod Grodnem. 24 września dotarł do granicy z Litwą, internowany w Olicie, następnie w Rakiszkach. 
28 grudnia uciekł, przez Kowno dotarł do Wilna, 7 lutego 1940 wstąpił do ZWZ, tego dnia zaprzysiężony. 11 lutego 1940 jako kurier oficerski komendanta Okręgu Wilno ZWZ wyruszył do Warszawy, do komendanta ZWZ gen. Stefana Roweckiego ps. Kalina. Po przekroczeniu granicy w rejonie Oszmiany 13 lutego 1940 aresztowany przez sowietów, osadzony w więzieniu Berezwecz. Skazany na pięć lat łagrów, wywieziony do obozu w Kargopolu w rejonie Archangielska. 
Po układzie Sikorski-Majski, zwolniony 15 października 1941, 26 listopada 1941 wstąpił w Buzułuku do Armii Polskiej, przydzielony jako dowódca szwadronu przybocznego gen. Władysława Andersa. 
W połowie grudnia 1942 zgłosił się do służby w Kraju. Zrezygnował z możliwości uczestnictwa w kursie Wyższej Szkoły Wojennej. Przez Bagdad, Suez, Durban (Afryka Południowa), Rio de Janeiro (Brazylia), Nowy Jork (USA) dotarł 20 maja 1943 do Glasgow (Wielka Brytania), przydzielony do dyspozycji Oddziału Personalnego Sztabu Naczelnego Wodza.
Przeszkolony ze specjalnością w dywersji i odbiorze zrzutów na kursach specjalnych dla kandydatów na cichociemnych, m.in. spadochronowym, instruktor kursu odprawowego (STS 46, Michley). Zaprzysiężony na rotę ZWZ/AK 3 września 1943 w Londynie. Awansowany na stopień rotmistrza 10 października 1943, przerzucony do Głównej Bazy Przerzutowej „Jutrzenka” w Latiano, nieopodal Brindisi (Włochy). Od 16 lutego 1944 oficer operacyjny Bazy nr 11 (G.B.P.). Od 11 kwietnia 1944 na Stacji Wyczekiwania „A”.
Skoczył ze spadochronem do okupowanej Polski w nocy 16/17 kwietnia 1944 w sezonie operacyjnym „Riposta”, w operacji lotniczej „Weller 10", z samolotu Halifax JP-222 „E” (1586 Eskadra PAF) na placówkę odbiorczą „Przycisk” 317 (kryptonim polski, brytyjskie oznaczenie numerowe pinpoints), w okolicy miejscowości Kazimierzów, 7 km od Sochaczewa. Razem z nim skoczyli: ppor. Tadeusz Nowobilski ps. Dzwon, kpt. Leopold Skwierczyński ps. Aktor, ppłk. dypl. Adam Szydłowski ps. Poleszuk. 
Po aklimatyzacji do realiów okupacyjnych w Warszawie, 20 kwietnia 1944 przydzielony do Komendy Głównej Armii Krajowej, jako zastępca kierownika Komórki Przerzutów Powietrznych „M II-Import”. Od 28 lipca na własną prośbę przeniesiony do zawiązku Warszawskiej Dywizji Pancernej „Baszta”. 
W powstaniu warszawskim do 15 sierpnia jako zastępca dowódcy 2 baonu Pułku „Baszta” na północnym odcinku Mokotowa.  Rozkazem dowódcy tego odcinka wysłany na Sadybę (daleki Czerniaków). Rozkazem bojowym dowódcy ośrodka walki „Mokotów” z 18 sierpnia 1944 mianowany dowódcą oddziałów wydzielonych z „Baszty” w celu wykonania wypadu na Wilanów i umożliwienia przebicia się oddziałów z Lasów Kabackich. Po pomyślnym wykonaniu zadania przydzielony jako oficer taktyczny rejonu V..
23 sierpnia 1944 wyznaczony organizatorem oraz dowódcą batalionu składanego „Ryś” Pułku „Waligóra”, z zadaniem odbicia opanowanego przez Niemców rejonu Sielce, zadanie zostało wykonane. Wraz z batalionem uczestnik ciężkich walk na Mokotowie oraz Sielcach, 14 września ranny, uległ ciężkiej kontuzji lewej nogi podczas bombardowania bronionego odcinka. Zastępca dowódcy połączonych batalionów „Oaza-Ryś” kpt. Jacka Wyszogrodzkiego ps. Janusz. Pomimo ran w służbie do 17 września 1944, następnie do 23 września na leczeniu. Po zranieniu ppłk. Waligóry powrócił do służby jako dowódca odcinka wschodniego ośrodka walki Mokotów.
28 września o godz. 5:00, na rozkaz komendanta obwodu V płk. Karola, wraz z grupą żołnierzy przeszedł kanałami do Śródmieścia Południowego, następnie jako dowódca grupy mokotowskiej oraz zastępca dowódcy odcinka taktycznego, dowodzonego przez cichociemnego mjr. Narcyza Łopianowskiego ps. Sarna. Za niezwykłą dzielność 1 października 1944 odznaczony Virtuti Militari, awansowany na stopień majora. Od 5 października 1944 w sztabie dowódcy Śródmieścia Południe płk. Sławbora.  
Po kapitulacji powstania 6 października wyszedł z grupą żołnierzy do Ożarowa. Tego samego dnia wieczorem, wraz z płk. Sławborem uciekł, dotarł do Milanówka. Od 10 października 1944 w składzie odtworzonej Komendy Głównej AK, nadal jako zastępca szefa Komórki Przerzutów Powietrznych „Syrena”, od 24 grudnia 1944 w Oddziale III (operacyjnym) Komendy Głównej Armii Krajowej.
28 grudnia 1944 aresztowany w Częstochowie przez Niemców z gestapo, osadzony w więzieniu w Częstochowie, potem w Tomaszowie Mazowieckim, następnie Montelupich w Krakowie. Nie został zdekonspirowany, w połowie stycznia 1945 wywieziony do obozu Gross-Rosen, a następnie Mittelbau-Dora. 11 kwietnia 1945 uwolniony przez żołnierzy amerykańskich.
Od maja 1945 w Wielkiej Brytanii, zameldował się w Oddziale VI (Specjalnym) Sztabu Naczelnego Wodza w Londynie. Wstąpił ponownie do Polskich Sił Zbrojnych. Od czerwca 1945 przydzielony do 12 Pułku Ułanów Podolskich 3 Dywizji Strzelców Karpackich, od lutego 1946 zastępca dowódcy pułku. Od kwietnia 1947 w Londynie, zdemobilizowany 25 lipca 1947. Działał w Stowarzyszenia Polskich Kombatantów, m.in. jako wiceprezes.
Za namową ministra spraw wewnętrznych rządu RP na uchodźstwie gen. Romana Odzierzyńskiego 29 lipca 1949 powrócił do kraju samolotem rejsowym Londyn–Praga–Warszawa jako Tomasz Sulikowski. Z krakowskiego mieszkania przy ul. Łobzowskiej 43/11 zarządzał coraz bardziej rozrastającą się siatką współpracowników i informatorów. Trzon komórki Czaykowskiego stanowiły jego ciotki: Zofia Wieszczycka, Stefania Siewierska, Wanda Kryńska oraz przyjaciółka rodziny – Sylwia Rzeczycka. Podczas niespełna dwuletniej działalności stworzył siatkę wywiadowczą, w prace której udało zaangażować się wiele osób. Byli to informatorzy zarówno z kręgów cywilnych, jak i wojskowych, dostarczający wielu istotnych wiadomości na temat m.in.: struktury, organizacji i działalności PZPR, transportu, przemysłu, przemian i nastrojów społecznych, stosunków państwo-Kościół czy działalności podziemia antykomunistycznego.
13 sierpnia 1951 aresztowany w Krakowie przez UB pod zarzutem szpiegostwa, 30 kwietnia 1953 przez Wojskowy Sąd Rejonowy w Warszawie pod przewodnictwem ppłk. Mieczysława Widaja skazany na śmierć, utratę praw publicznych i utratę mienia. 31 sierpnia 1953 Najwyższy Sąd Wojskowy utrzymał karę śmierci, Rada Państwa nie skorzystała z prawa łaski. 10 października 1953 rozstrzelany w więzieniu mokotowskim w Warszawie. W egzekucji uczestniczył członek składu sędziowskiego por. Stefan Michnik osobiście. 
Miejsce pochówku jest nieznane, prawdopodobnie Służew. Grób symboliczny znajduje się na Cmentarzu Wojskowym na Powązkach w Warszawie w Kwaterze „Na Łączce”.

## Awanse
- podporucznik – 15 sierpnia 1934
- porucznik - 19 marca 1938
- rotmistrz – 6 października 1943
- major – 1 października 1944[2]

## Ordery i odznaczenia
- Krzyż Srebrny Orderu Virtuti Militari (nr 299)
- Krzyż Komandorski Orderu Odrodzenia Polski (pośmiertnie w 2010)[10]

## Upamiętnienie
W lewej nawie kościoła św. Jacka przy ul. Freta w Warszawie odsłonięto w 1980 roku tablicę Pamięci żołnierzy Armii Krajowej, cichociemnych – spadochroniarzy z Anglii i Włoch, poległych za niepodległość Polski. Wśród wymienionych 110 poległych cichociemnych jest Andrzej Czaykowski.
W Sali Tradycji Jednostki Wojskowej GROM znajduje się tablica upamiętniająca Cichociemnych Spadochroniarzy Armii Krajowej, którzy oddali życie za Ojczyznę, jest na niej wymieniony.